# Aknīste
Aknīste (pol. Oknista, niem. Oknist) – miasto na Łotwie. Powierzchnia wynosi 3,43 km². W 2015 liczyło 1159 mieszkańców. W latach 2009–2021 siedziba novadsu Aknīste.
Do 1795 miasto leżało w granicach Wielkiego Księstwa Litewskiego Rzeczypospolitej. Następnie zagarnięte przez Rosję w III rozbiorze Polski. Po I wojnie światowej Oknista znalazła się w granicach Republiki Litewskiej, która w 1922 przekazało miasto Łotwie w zamian za Połągę.
W mieście znajdują się kościoły katolicki i luterański oraz Muzeum Historyczne.
Miejsce urodzenia Piotra Ambrożewicza. Związane jest umową partnerską w Polsce z Białogardem.

## Galeria

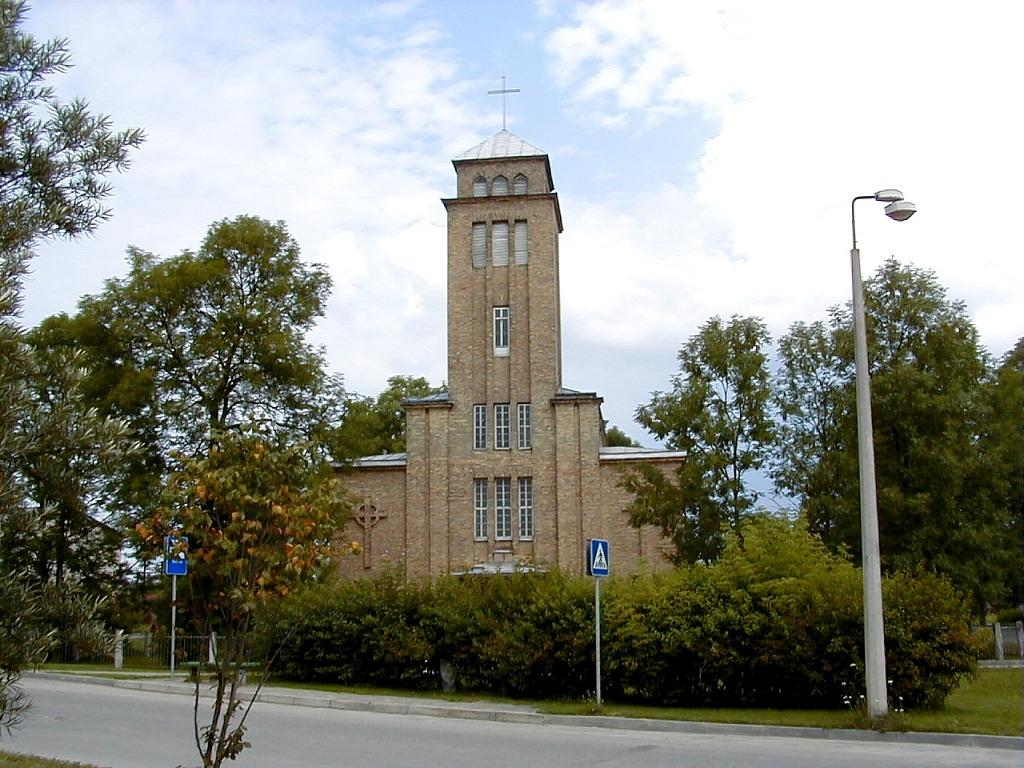
Kościół św. Ignacego Loyoli
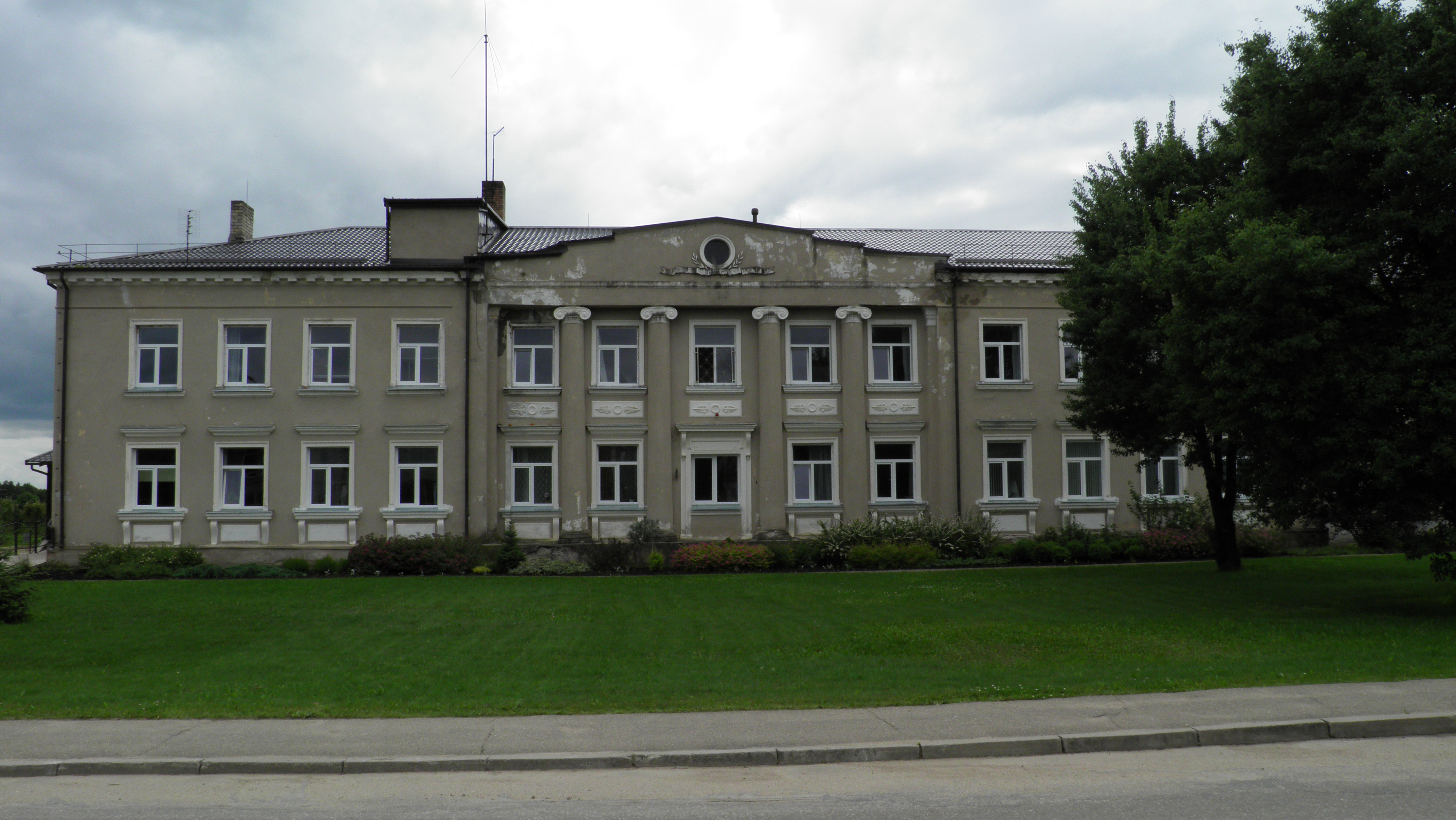
Szpital
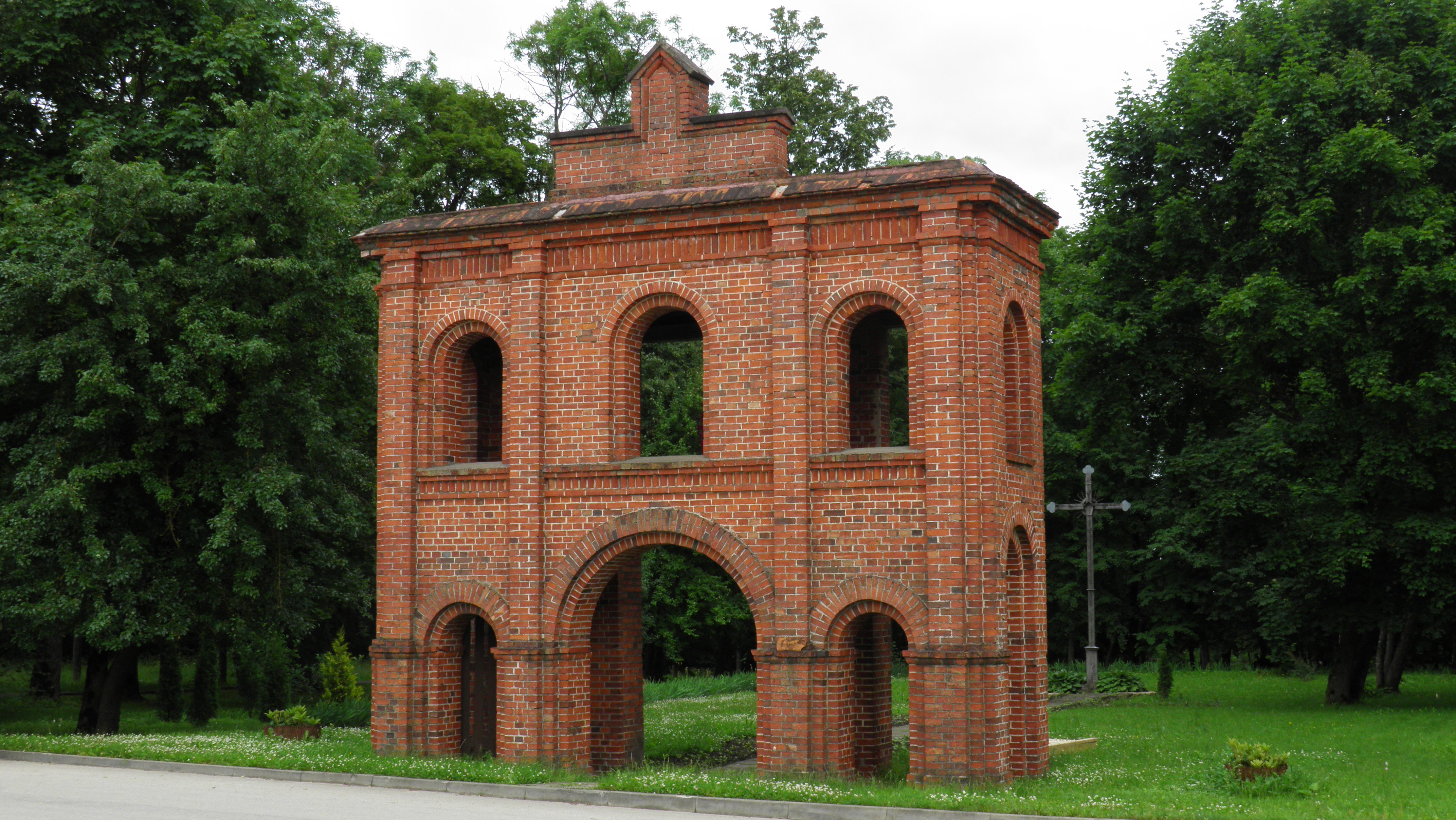
Brama w parku
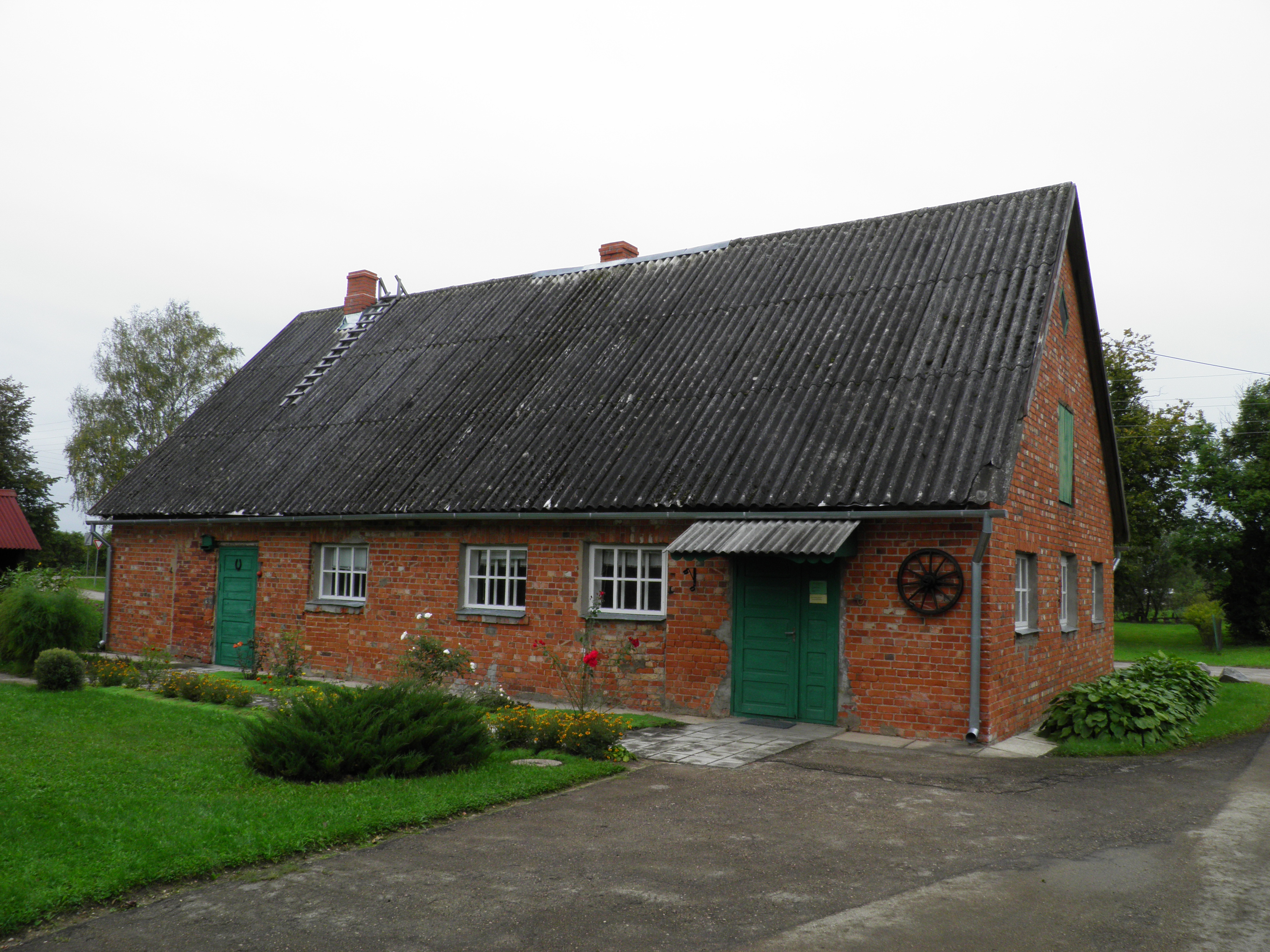
Muzeum Historyczne
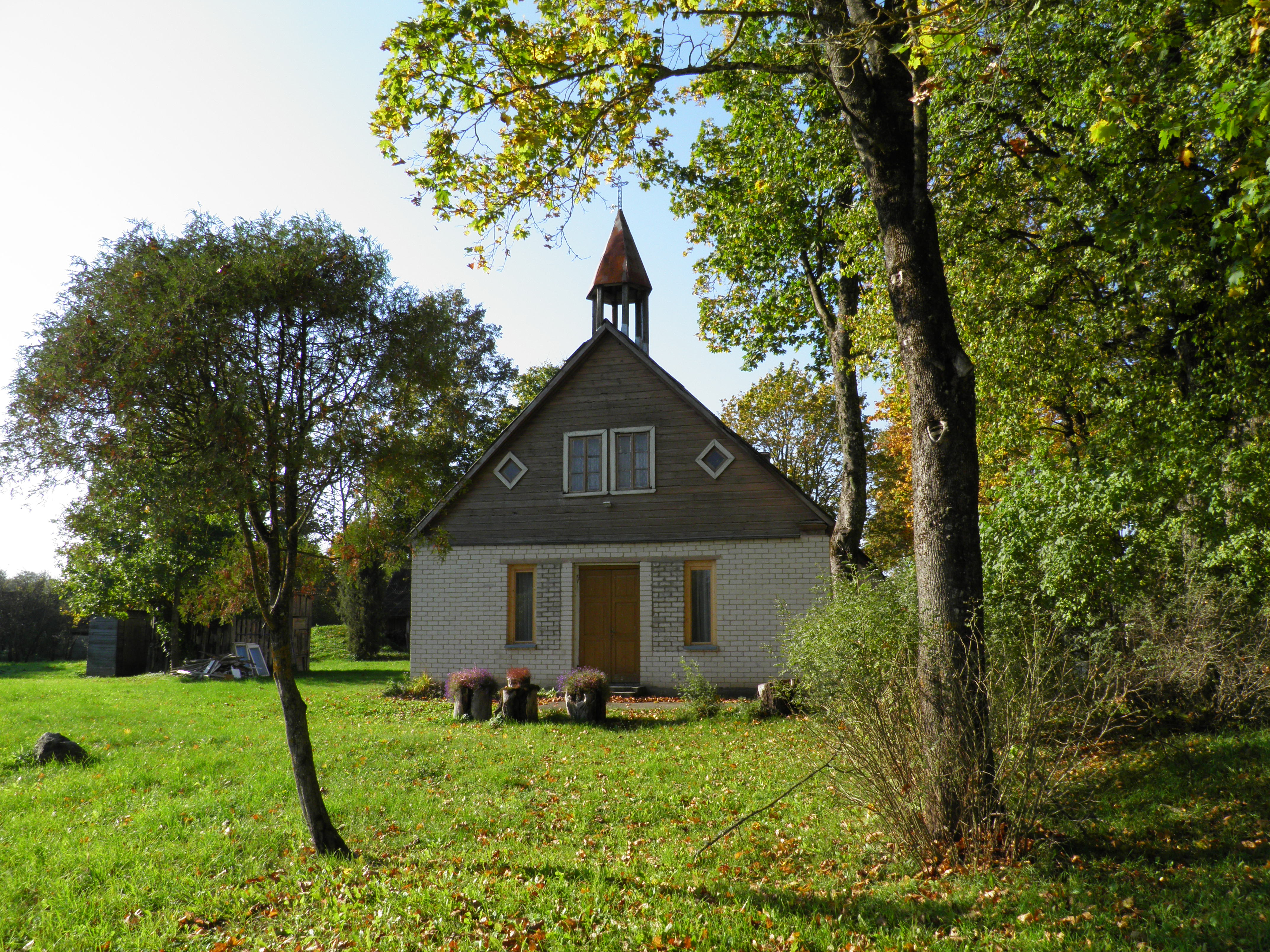
Kościół luterański
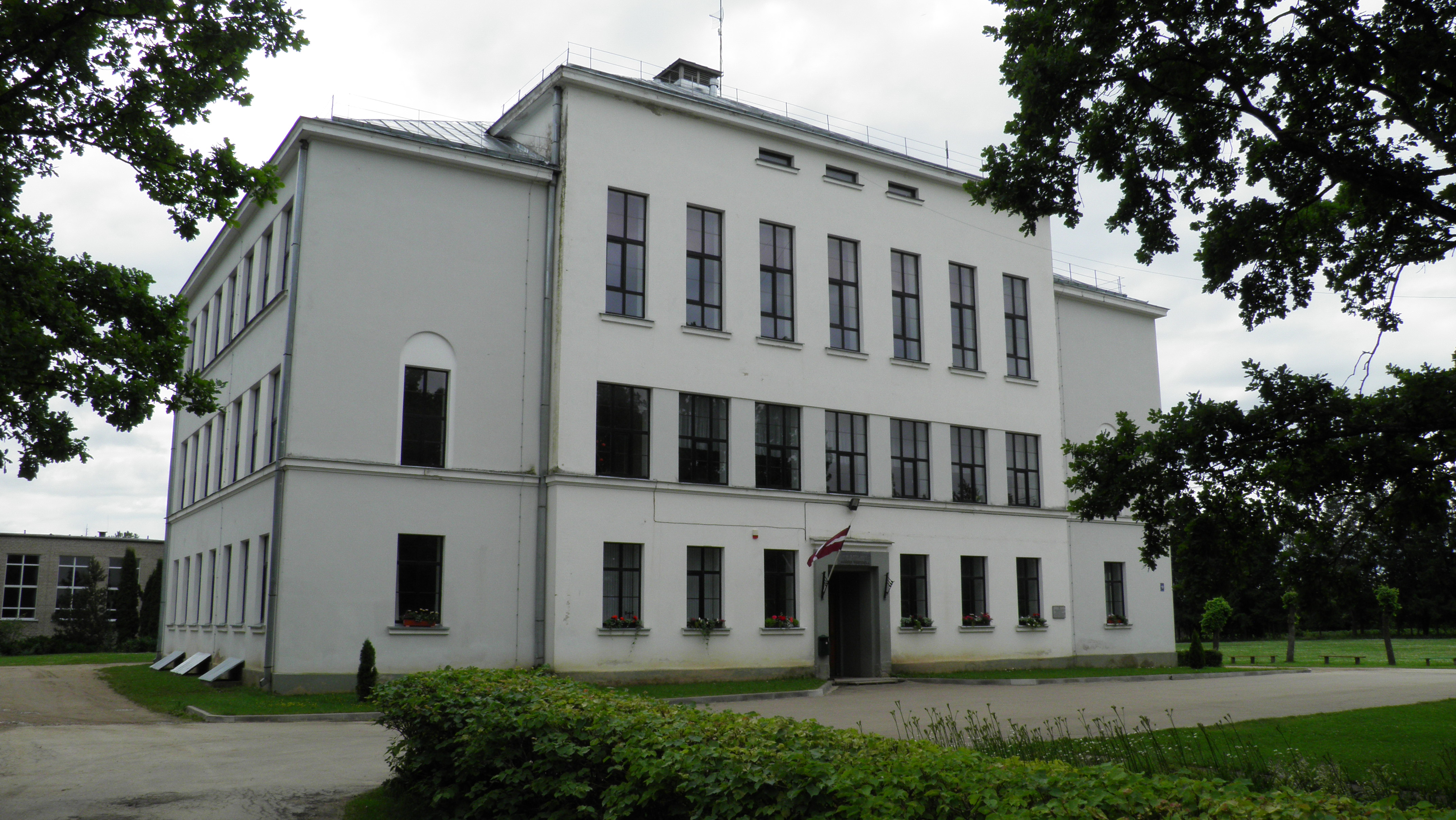
Szkoła
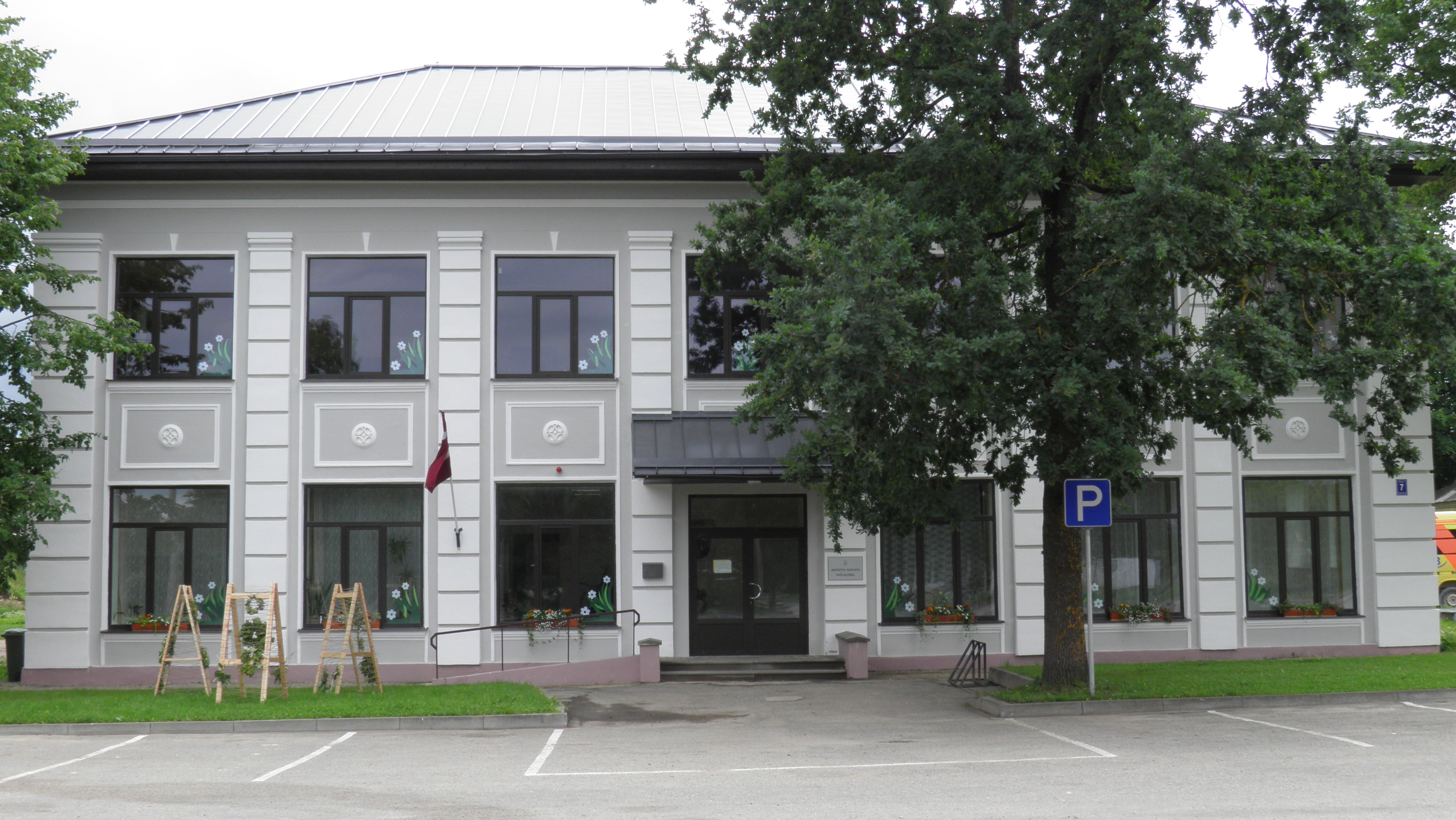
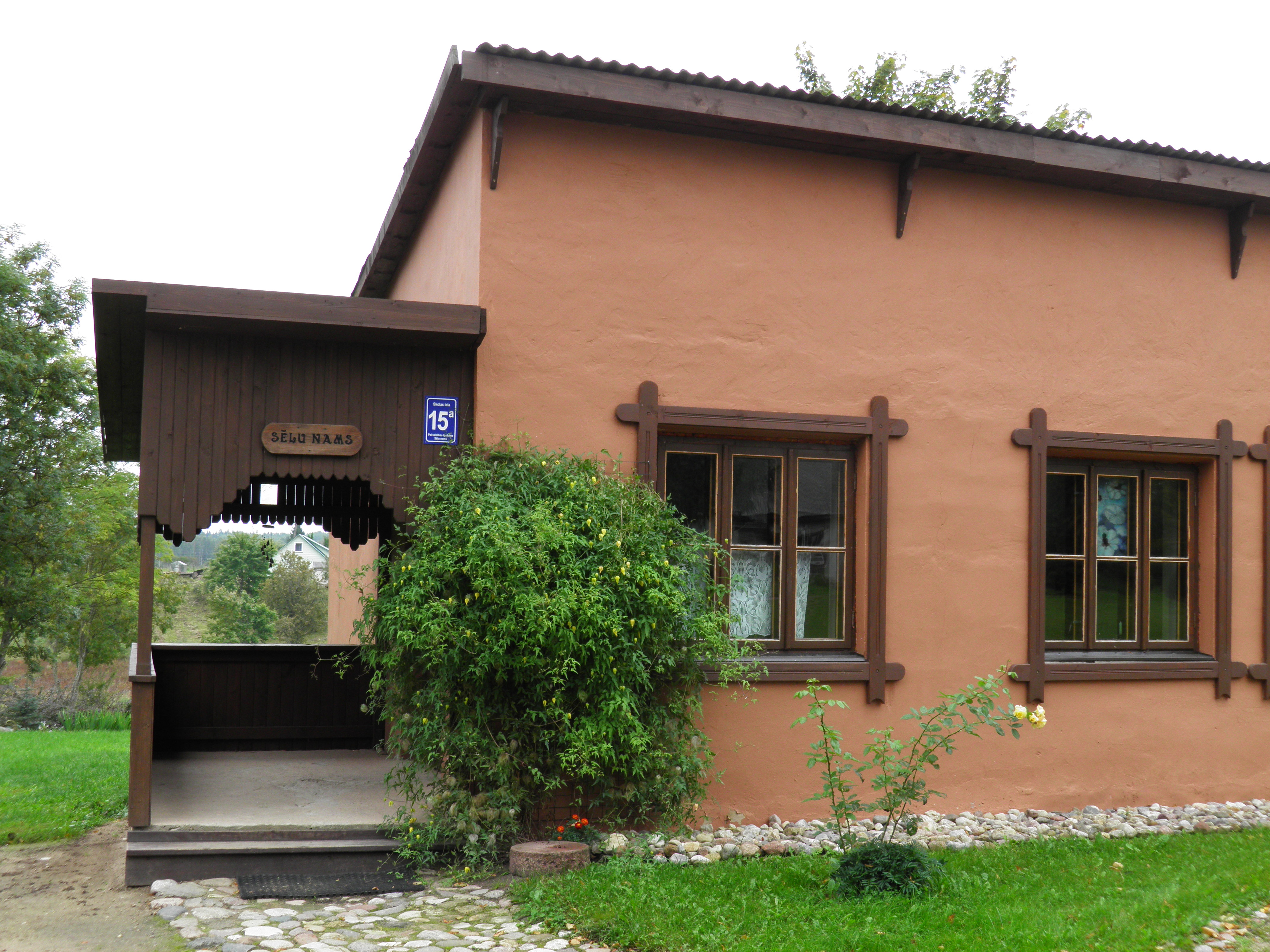
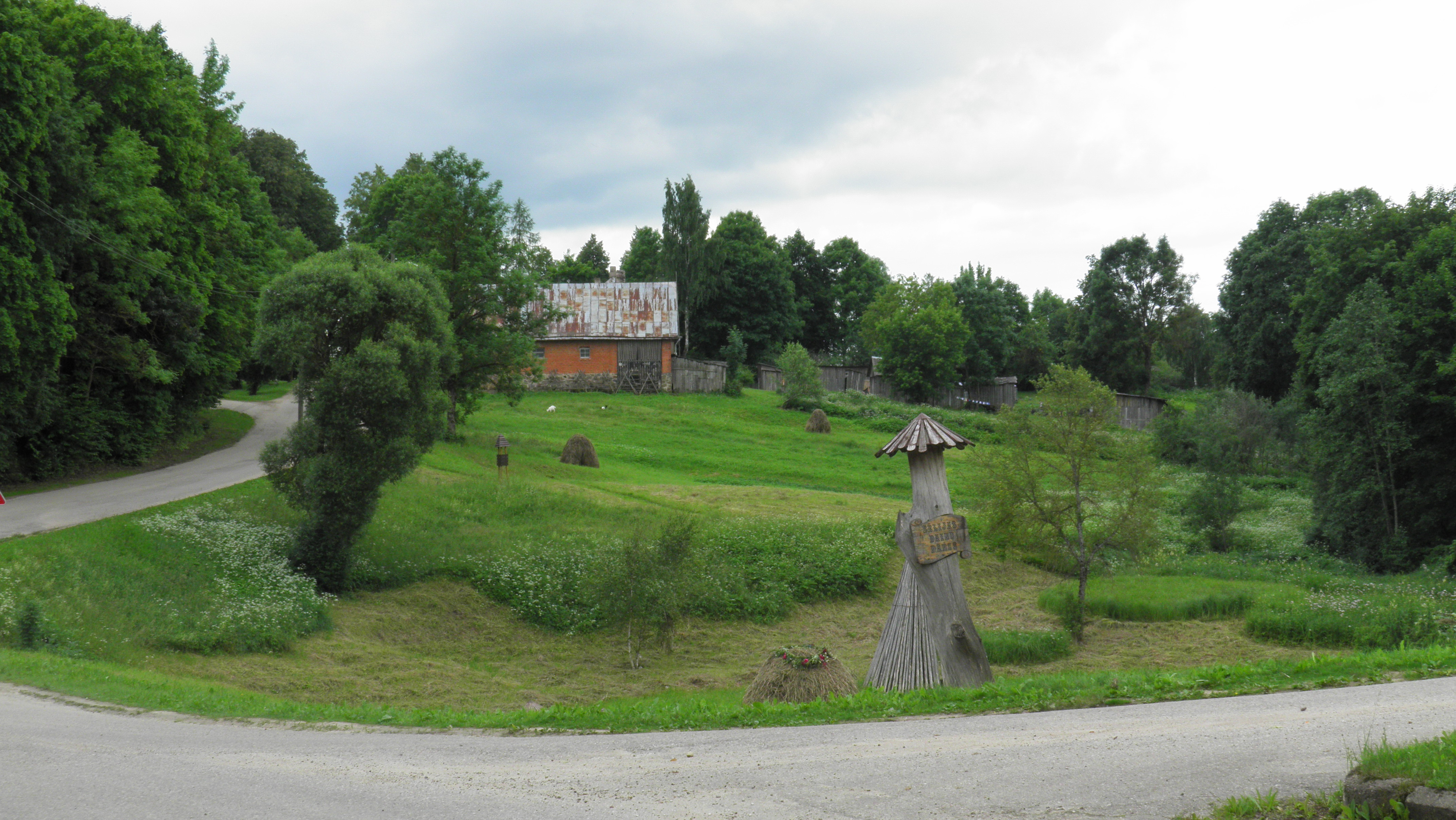